# Un ancien flirt
Pour plus de détails, voir Fiche technique et Distribution.
Un ancien flirt (Love 'Em and Weep) est un film muet américain réalisé par Fred Guiol et F. Richard Jones, sorti en 1927.

## Synopsis
« Ancient proverbe : Every married man should have his fling, but be careful not to get flung too far... »
Titus Tillsbury, homme respectable et respecté, prépare un discours avec son secrétaire particulier, Romaine Ricketts, lorsque surgit « Peaches », une ravissante jeune femme avec qui il a eu une aventure. S'enfermant seul avec elle dans son bureau il se réjouit de ces retrouvailles mais l'arrivée de Mrs Tillsbury va un peu précipiter les choses.
Miss « Peaches » accepte de se dissimuler mais n'entend pas rester éternellement dans l'ombre et donne rendez-vous à Titus le soir même : il sera là ou elle révèle tout ! Ce dernier, outre qu'il a un dîner important, entend bien se débarrasser de l'importune et charge Romaine Ricketts d'arranger les choses.

## Fiche technique
- Titre original : Love 'Em and Weep
- Titre français : Un ancien flirt
- Réalisation : Fred Guiol, F. Richard Jones
- Directeur de la production : F. Richard Jones
- Scénario : Stan Laurel et Fred Guiol (scénario) Hal Roach (histoire) et H. M. Walker (intertitres)[2]
- Photographie : Floyd Jackman
- Montage : Richard C. Currier
- Costumes : William Lambert
- Producteur : Hal Roach
- Société de production : Hal Roach Studios
- Société de distribution : Pathé Exchange
- Pays de production :  États-Unis
- Langue : intertitres en anglais
- Format : Noir et blanc - 35 mm - 1,37:1  -  Muet
- Genre : Comédie
- Longueur : deux bobines
- Dates de sortie : 
  - États-Unis : 12 juin 1927

## Distribution
Source principale de la distribution :
- Mae Busch : Peaches, l'ancien flirt
- Stan Laurel : Romaine Ricketts
- James Finlayson[4] : Titus Tillsbury
- Oliver Hardy : le juge Chigger
- Charlotte Mineau : Mrs. Aggie Tillsbury
- Vivien Oakland : Mrs. Ricketts

Reste de la distribution non créditée :
- Ed Brandenburg : le serveur
- Charlie Hall : le valet de Titus Tillsbury
- Leo Sulky : le directeur du restaurant
- May Wallace : Mrs. Chigger

## Autour du film
Un ancien flirt (Love 'Em and Weep) est une comédie antérieure à la formation du duo même si Stan Laurel et Oliver Hardy en partagent la distribution. Stan y joue l'un des premiers rôles alors qu'Oliver se cantonne dans une quasi-figuration et il est aussi notable que les deux acteurs n'apparaissent jamais ensemble dans aucun plan.

Pourtant c'est un film important pour Laurel et Hardy car nouvelle version va être tournée, quatre ans plus tard, avec Oliver interprétant le rôle de James Finlayson : Quand les poules rentrent au bercail (Chickens Come Home) de James W. Horne. Cette première version muette contient déjà de nombreux gags qui seront repris plus tard dans les comédies estampillées Laurel et Hardy. Un ancien flirt (Love 'Em and Weep) soutient sans problème la comparaison avec son double parlant.